# Wojciech Maciejewski (muzyk)
Wojciech Maciejewski – polski gitarzysta, znany głównie jako gitarzysta grupy Sedes (od 1991). Współpracował także z formacją Vincent. W 1998 wraz z Robertem Szymańskim założył zespół Kilersi, z którym występuje do dzisiaj.

## Dyskografia

### Sedes
- Wszyscy Pokutujemy (1992)
- Sedes Muzgó Live (split z zespołem Defekt Muzgó) (1992)
- Live (1993)
- K.... Jego Mać (1994)
- Sraka Praptaka (1995)
- Delirium (1997)
- Lekcja Historii (2004)

### Vincent
- Pierwszy Atak! (1992)

### Kilersi
- Hollywood (1999)
- Abecadło (2005)
- Brzechwa By Kilersi (2008)
- Alibaba i 40-stu Rozbójników (2010)